# ジミー・バトラー
ジミー・バトラー3世（Jimmy Butler III, 1989年9月14日 - ）は、アメリカ合衆国・テキサス州ヒューストン出身のプロバスケットボール選手。NBAのゴールデンステート・ウォリアーズに所属している。ポジションはスモールフォワードとシューティングガードを兼ねるスウィングマン。愛称は「Jimmy Buckets」

## 経歴

### 生い立ち
「彼の生い立ちには驚くばかりだよ。彼の人生には幾つもの困難があったのに、いつも彼はそれを克服してきたんだ。もし彼と話をする機会が得られたならば（彼はあまり自分の生い立ちについて話したがらないだろうけど）彼に敬意を抱くと思うよ」
2011年のドラフトの前に、とあるNBAチームのGMが口にしたこの言葉が示すとおり、バトラーの経歴は非常に波乱に富んでいる。
バトラーの父は彼が幼い時に家族を置いて家を出て行った。そしてヒューストンの郊外、トムボールに住んでいた13歳の時に母親に父親（夫）に似ているという理由で家を追い出される事になった。
「あんたの顔が気に食わないんだ。さっさと出て行きな」
2011年のインタビューの時に、バトラーはそう母親に言われたと語っている。その後、バトラーは複数の友人の家の間を転々としながら過ごす事になった。
その後バトラーはトムボール高校に入学した。
12年生になる直前のサマーリーグで、バトラーは後輩のジョーダン・レスリーにスリーポイント勝負を挑まれた。
その後彼らはすぐに友達となり、バトラーはレスリーの家で寝泊りするようになった。レスリーの母と継父は、6人の子供がいるため最初は彼を養子として引き取る事に消極的だったが、結局数カ月後に彼を家族に迎え入れた。
「彼らは僕の事をバスケットボールが上手いから引き取ったわけじゃないんだ。彼女（レスリーの母）は信じられない事に僕の事を愛してくれたし、たらふくご飯を食べさせてくれたんだ」
後にジミーはインタビューでそう語っている。
バトラーはトムボール高校の最上級生の2006-2007年のシーズンには、試合平均19点、8リバウンドの成績を上げている。彼はチームで一番優秀なプレイヤーだった。

### カレッジ
バトラーは高校を卒業した後、大学から引く手数多だったわけではなかった。そのため、バトラーはテキサス州にあるタイラー短期大学に入学する事に決めた。その後バトラーはマーケット大学に転校し、2年生だった2008-2009年の時に試合平均5.6得点、3.9リバウンド、FT率76.8%を記録した。3年生の時（2009-2010年のシーズン）には先発選手となり、シーズン平均14.7得点、6.4リバウンドを記録し、All-Big East Honorable Mention賞を獲得している。
このシーズンのバトラーのハイライトは、コネチカット大学とセント・ジョンズ大学を相手にした試合でウィニングショットを放った事だった。この結果、マーケット大学の5期連続NCAAトーナメント出場にバトラーは貢献する事ができた。

### シカゴ・ブルズ
2011-12シーズン
2011年のNBAドラフトにて1巡目全体30位でシカゴ・ブルズから指名された。ルーキーイヤーは全試合ベンチからの出場となった。
2012-13シーズン
レギュラーシーズンが始まる前のサマーリーグで、バトラーは試合平均20.8得点、6.5リバウンド、2アシストを記録した。
この年も前半戦のうちは、昨年と同じく出場時間は限られていた。しかし、チームメイトのルオル・デンが負傷欠場によりバトラーは遂に先発出場を果たした。バトラーが先発選手として出場した最初の試合は、17分の出場で18得点、8リバウンド、3アシスト、3スティールだった。バトラーは次の4試合において40分以上の出場を果たす事になる。
2013年4月19日のトロント・ラプターズ戦で、バトラーは28得点を記録した。
このシーズンの終わりまでバトラーはブルズのローテーションに加わり、プレイオフでは試合平均40.8分の出場を果たした。
2013-14シーズン
2014年1月15日のオーランド・マジック戦ではトリプルオーバータイムの末、バトラーは60分の出場を果たしてシカゴ・ブルズのチーム記録を更新した。
2014年6月2日に発表されたNBAオールディフェンシブセカンドチームに選出され、リーグ屈指のディフェンダーである事を証明した。
2014-15シーズン

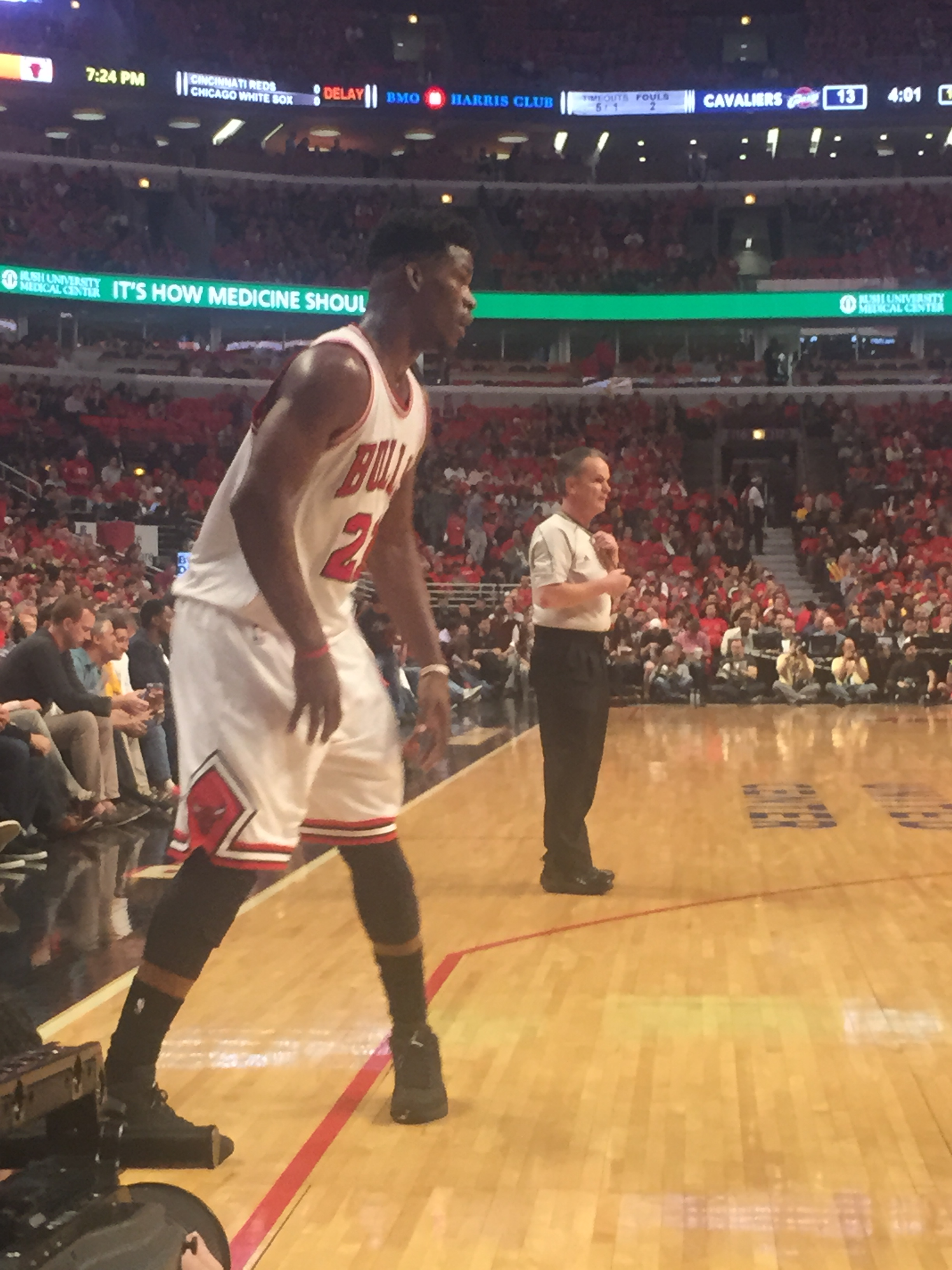
2015年のバトラー

2014年10月から11月において試合平均21.9得点、FG成功率49.8%を記録し、イースタン・カンファレンス月間最優秀選手に選出された。
2015年2月24日にオールスターに初出場。同シーズンは平均20得点とエース級の活躍を見せ、MIPを受賞した。
2015-16シーズン
2015年7月9日にブルズとの5年総額9500万ドルの再契約に合意した。4度の延長戦にまでもつれ込んだ2015年12月18日のデトロイト・ピストンズ戦は、チーム最多の43得点を記録。更に2016年1月3日のトロント・ラプターズでは、計42得点中の40得点を3rdクォーター以降に記録し、1989年2月のミルウォーキー・バックス戦でマイケル・ジョーダンが後半戦に39得点を記録したチーム記録を更新する最高のパフォーマンスを披露。同月14日のフィラデルフィア・76ers戦では、自己最多の53得点を記録した。

### ミネソタ・ティンバーウルブズ
2017年6月22日にザック・ラビーン、クリス・ダン、ラウリ・マルカネンのドラフト権とのトレードで、ジャスティン・パットンのドラフト権と共にミネソタ・ティンバーウルブズへ移籍した。
2017-18シーズン
2017年12月27日に行われたデンバー・ナゲッツ戦でシーズンハイとなる39得点を記録し、チームは延長戦の末に128-125で辛勝した。2018年2月18日に行われるNBAオールスターゲームに出場することが発表された。試合には休養のため出場しなかった。オールスターブレイク直後の2月23日に行われたヒューストン・ロケッツ戦で負傷により途中退場となった。MRI検査の結果、右膝の半月板を損傷していることがわかった。4月6日に行われたロサンゼルス・レイカーズ戦で故障から復帰、18得点を記録し、試合はウルブズが113-96で勝利した。プレーオフ1回戦、対ヒューストン・ロケッツの第3戦で28得点を記録し、チームは121-105で勝利した。
2018-19シーズンのトレーニングキャンプ前にバトラーはウルブズにトレードを要求した。だが、トレードは成立せずバトラーはウルブズでシーズン開幕を迎える事となった。

### フィラデルフィア・76ers
2018-19シーズン

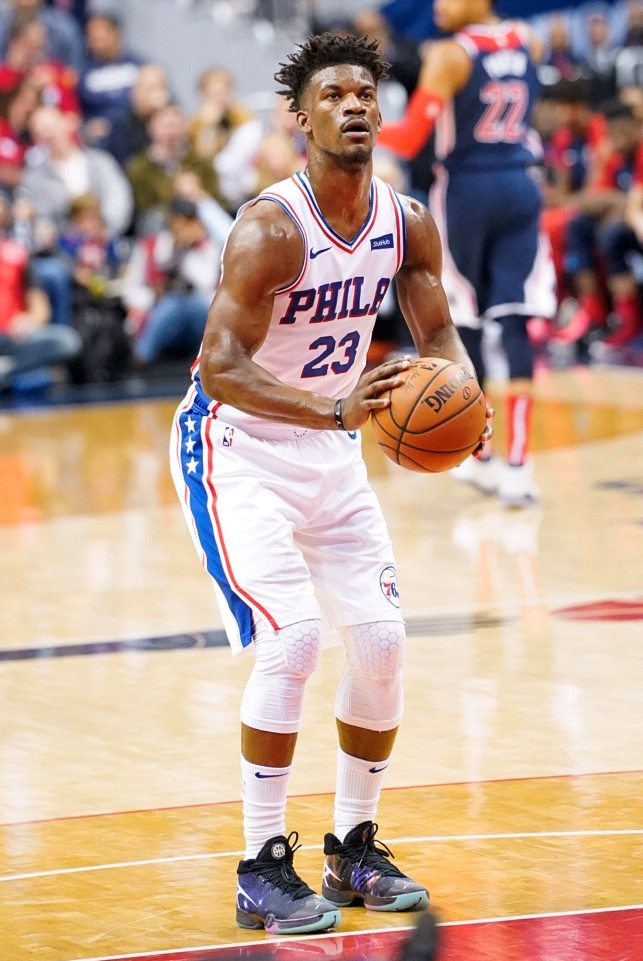
2019年のバトラー

2018年11月にロバート・コビントン、ダリオ・サリッチ、ジェリッド・ベイレス、2022年のドラフト2巡目指名権とのトレードで、ジャスティン・パットンと共にフィラデルフィア・76ersへ移籍した。
2日後のオーランド・マジック戦で76ersデビューを果たし、14得点を記録したが、チームは106-111で惜敗した。11月25日のブルックリン・ネッツ戦で決勝点となる3ポイントシュートを含む34得点、12リバウンドを記録し、チームは127-125で辛勝した。12月5日のトロント・ラプターズ戦でシーズンハイとなる38得点を記録したが、チームは102-113で敗れた。2019年1月29日のロサンゼルス・レイカーズ戦で自身初となるポイントガードとして起用され、20得点、6アシストを記録し、チームは121-105で勝利した。
ブルックリン・ネッツとのプレーオフ第1回戦の第1戦で36得点を記録したが、チームは102-111で敗れた。その後、チームはネッツに4連勝し、カンファレンス準決勝に進出。トロント・ラプターズとの第2戦では30得点、11リバウンドを記録し、チームは94-89で辛勝した。第6戦で25得点を記録し、チームは112-101で勝利。これにより、第7戦までもつれ込んだ。第7戦の第4クォーター残り4.2秒で、バトラーは同点となるレイアップを沈めたものの、カワイ・レナードの歴史的な決勝ブザービーターにより90-92で惜敗した。

### マイアミ・ヒート
2019-20シーズン
7月2日に4チームが絡むトレードでマイアミ・ヒートに移籍した。12月9日、1試合平均27.5得点、9.0リバウンド、8.5アシストを記録し、イースタンカンファレンス週間最優秀選手に選ばれた。12月10日、アトランタ・ホークス戦にて20得点、キャリアハイの18リバウンド、11アシストを記録し135-121で延長戦の末勝利した。1月30日、キャリア5回目となるNBAオールスターゲームにリザーブで選ばれた。プレーオフでは自身初のNBAファイナルまで進み、10月5日の第3戦では40得点、11リバウンド、13アシストのトリプルダブルを達成した。第5戦では、35得点、12リバウンド、11アシスト、5スティールを記録し、ファイナルで35得点・10リバウンド・10アシスト・5スティール以上を記録した初の選手となった。ファイナルの結果ヒートはレイカーズに4-2で敗れたが、バトラーはレブロン・ジェームズ、マジック・ジョンソン、ラリー・バード、ウィルト・チェンバレン、ドレイモンド・グリーンに次ぐ、NBA史上6人目となるファイナルで複数回のトリプルダブルを記録した。そして2016年のレブロン以来となるファイナルにおける、得点・リバウンド・アシスト・スティール・ブロックでチームトップを記録した。
2020-21シーズン
オフシーズンが短かったこともあり、調整不足から開幕当初は自身もチームも低調なスタートだったが、シーズンが進むにつれ調子を上げ、最終的には平均リバウンドと平均アシストでキャリアハイを更新。また自身初となるスティール王に輝いた。カンファレンス6位でプレーオフに出場し、1回戦で前年勝利したミルウォーキー・バックスと対戦。バトラーはこのシリーズでフィールドゴール成功率が30%を下回る深刻な不振に陥ってしまう。チームも第1戦でオーバータイムの末に敗れると、その後の3試合はドリュー・ホリデーらが加わり強化されたバックスの前に為す術もなく大敗を喫し、4連敗で1回戦敗退となった。
2021年8月7日にヒートとの4年総額1億8400万ドルのマックス契約を結び契約延長した。
2021-22シーズン
2022年1月24日のロサンゼルス・レイカーズ戦で20得点、10リバウンド、12アシストを記録し、トリプル・ダブルを達成した。また、ヒートでのレギュラーシーズン通算10回目のトリプル・ダブルを記録し、レブロン・ジェームズが保持していた9回を上回り、球団最多記録を更新した。
2022-23シーズン
プレイオフファーストラウンド、ミルウォーキー・バックスとの第4戦ではキャリアハイとなる56得点を記録、これはNBAプレイオフで4位タイの高得点記録となった。その後も活躍を続けてチームのファイナル進出に貢献したが、ファイナルではデンバー・ナゲッツに1勝4敗で敗れた。

### ゴールデンステイト・ウォリアーズ
2024-25シーズン途中、チームに対してトレードを要求するなどチームとの確執が報じられ、また行動がチームの士気を落とすものであったとして、チームからは3度の出場停止処分を科されるなどのトラブルの後、2月6日に4チームが絡んだトレードでゴールデンステイト・ウォリアーズへ移籍した。

## プレースタイル
リーグ屈指のタフなプレイヤーとして知られ、NBAオールディフェンシブ2ndチームに選ばれるほどの好ディフェンダーである。特に相手からファールを奪い、フリースローを獲得する技術に優れている。出場時間および試合ごとの走行距離から分かるとおり、非常にスタミナのあるプレイヤーでもある。
闘争心に溢れており、努力家として知られている。リーグでも屈指のクラッチプレーヤーとしても知られており、2020年には下馬評を覆しマイアミ・ヒートをファイナルへ導くと、勝利した2試合でトリプルダブルを記録するなど大舞台でも活躍できるオールラウンダーである。

## 個人成績

### NBA

#### レギュラーシーズン
| シーズン     | チーム       | GP  | GS  | MPG   | FG%  | 3P%  | FT%  | RPG | APG | SPG  | BPG | PPG  |
| ------------ | ------------ | --- | --- | ----- | ---- | ---- | ---- | --- | --- | ---- | --- | ---- |
| 2011-12      | CHI          | 42  | 0   | 8.5   | .405 | .182 | .768 | 1.3 | .3  | .3   | .1  | 2.6  |
| 2012-13      | CHI          | 82* | 20  | 26.0  | .467 | .381 | .803 | 4.0 | 1.4 | 1.0  | .4  | 8.6  |
| 2013-14      | CHI          | 67  | 67  | 38.7  | .397 | .283 | .769 | 4.9 | 2.6 | 1.9  | .5  | 13.1 |
| 2014-15      | CHI          | 65  | 65  | 38.7* | .462 | .378 | .834 | 5.8 | 3.3 | 1.8  | .6  | 20.0 |
| 2015-16      | CHI          | 67  | 67  | 36.9  | .454 | .312 | .832 | 5.3 | 4.8 | 1.6  | .6  | 20.9 |
| 2016-17      | CHI          | 76  | 76  | 37.0  | .455 | .367 | .865 | 6.2 | 5.5 | 1.9  | .4  | 23.9 |
| 2017–18      | MIN          | 59  | 59  | 36.7  | .474 | .350 | .854 | 5.3 | 4.9 | 2.0  | .4  | 22.2 |
| 2018–19      | MIN          | 10  | 10  | 36.1  | .471 | .378 | .787 | 5.2 | 4.3 | 2.4  | 1.0 | 21.3 |
| 2018–19      | PHI          | 55  | 55  | 33.2  | .461 | .338 | .868 | 5.3 | 4.0 | 1.8  | .5  | 18.2 |
| 2019–20      | MIA          | 58  | 58  | 33.8  | .455 | .244 | .834 | 6.7 | 6.0 | 1.8  | .6  | 19.9 |
| 2020–21      | MIA          | 52  | 52  | 33.6  | .497 | .245 | .863 | 6.9 | 7.1 | 2.1* | .3  | 21.5 |
| 2021–22      | MIA          | 57  | 57  | 33.9  | .480 | .233 | .870 | 5.9 | 5.5 | 1.6  | .5  | 21.4 |
| 2022–23      | MIA          | 64  | 64  | 33.4  | .539 | .350 | .850 | 5.9 | 5.3 | 1.8  | .3  | 22.9 |
| 2023–24      | MIA          | 60  | 60  | 34.0  | .499 | .414 | .858 | 5.3 | 5.0 | 1.3  | .3  | 20.8 |
| 2024–25      | MIA          | 25  | 25  | 30.6  | .540 | .361 | .801 | 5.2 | 4.8 | 1.1  | .4  | 17.0 |
| 2024–25      | GSW          | 30  | 30  | 32.7  | .476 | .279 | .870 | 5.5 | 5.9 | 1.7  | .3  | 17.9 |
| 通算         | 通算         | 869 | 764 | 33.1  | .472 | .328 | .843 | 5.3 | 4.3 | 1.6  | .4  | 18.3 |
| オールスター | オールスター | 4   | 1   | 12.8  | .750 | .000 | ---  | 1.8 | 1.5 | 1.8  | .0  | 4.5  |

#### プレーオフ
| シーズン | チーム | GP  | GS  | MPG  | FG%  | 3P%  | FT%  | RPG | APG | SPG | BPG | PPG  |
| -------- | ------ | --- | --- | ---- | ---- | ---- | ---- | --- | --- | --- | --- | ---- |
| 2012     | CHI    | 3   | 0   | 1.3  | ---  | ---  | ---  | .0  | .0  | .0  | .0  | .0   |
| 2013     | CHI    | 12  | 12  | 40.8 | .435 | .405 | .818 | 5.2 | 2.7 | 1.3 | .5  | 13.3 |
| 2014     | CHI    | 5   | 5   | 43.6 | .386 | .300 | .783 | 5.2 | 2.2 | 1.4 | .0  | 13.6 |
| 2015     | CHI    | 12  | 12  | 42.2 | .441 | .389 | .819 | 5.6 | 3.2 | 2.4 | .8  | 22.9 |
| 2017     | CHI    | 6   | 6   | 39.8 | .426 | .261 | .809 | 7.3 | 4.3 | 1.7 | .8  | 22.7 |
| 2018     | MIN    | 5   | 5   | 34.0 | .444 | .471 | .833 | 6.0 | 4.0 | .8  | .2  | 15.8 |
| 2019     | PHI    | 12  | 12  | 35.1 | .451 | .267 | .875 | 6.1 | 5.2 | 1.4 | .6  | 19.4 |
| 2020     | MIA    | 21  | 21  | 38.4 | .488 | .349 | .859 | 6.5 | 6.0 | 2.0 | .7  | 22.2 |
| 2021     | MIA    | 4   | 4   | 38.5 | .297 | .267 | .727 | 7.5 | 7.0 | 1.3 | .3  | 14.5 |
| 2022     | MIA    | 17  | 17  | 37.0 | .506 | .338 | .841 | 7.4 | 4.6 | 2.1 | .6  | 27.4 |
| 2023     | MIA    | 22  | 22  | 39.7 | .468 | .359 | .806 | 6.5 | 5.9 | 1.8 | .6  | 26.9 |
| 2025     | GSW    | 11  | 11  | 36.1 | .447 | .306 | .800 | 6.6 | 5.2 | 1.3 | .3  | 19.2 |
| 通算     | 通算   | 130 | 127 | 37.8 | .459 | .344 | .827 | 6.2 | 4.7 | 1.7 | .5  | 21.1 |

### カレッジ
| シーズン | チーム     | GP  | GS | MPG  | FG%  | 3P%  | FT%  | RPG | APG | SPG | BPG | TO  | PPG  |
| -------- | ---------- | --- | -- | ---- | ---- | ---- | ---- | --- | --- | --- | --- | --- | ---- |
| 2008-09  | マーケット | 35  | 0  | 19.6 | .514 | .000 | .768 | 3.9 | .7  | .5  | .5  | .5  | 5.6  |
| 2009-10  | マーケット | 34  | 34 | 34.3 | .530 | .500 | .766 | 6.4 | 2.0 | 1.3 | .6  | 1.1 | 14.7 |
| 2010-11  | マーケット | 37  | 35 | 34.6 | .490 | .345 | .783 | 6.1 | 2.3 | 1.4 | .4  | 1.5 | 15.7 |
| 通算     | 通算       | 106 | 69 | 29.6 | .508 | .383 | .773 | 5.5 | 1.7 | 1.1 | .5  | 1.0 | 12.0 |

## エピソード
- 2016年にシカゴ・ブルズの兄貴分であるデリック・ローズがニューヨーク・ニックスに放出された際には、自身のインスタグラムにて感謝のメッセージを送っている[42]。因みにローズとの間には不仲説が取り沙汰されていたが、バトラー自身はこれを否定している。

- ブルズからミネソタ・ティンバーウルブズに移籍が決まった翌日には、自身のインスタグラムにて、自分をドラフト全体30位で指名してくれたブルズとブルズのファンに対してシカゴへの愛と感謝を伝えた[43]。

- 2020年のNBAバブル（英語版）にてバトラーは1杯20ドル（約2100円）の高級コーヒーショップを開いたことで一時期メディアで話題となった[44][45]。